# Davidius lunatus
Davidius lunatus är en trollsländeart som först beskrevs av Aleksandr Nikolaevich Bartenev 1914.  Davidius lunatus ingår i släktet Davidius och familjen flodtrollsländor. Inga underarter finns listade i Catalogue of Life.